# Amblyceps mucronatum
Amblyceps mucronatum es una especie de peces de la familia Amblycipitidae en el orden de los Siluriformes.

## Morfología
• Los machos pueden llegar alcanzar los 7,3 cm de longitud total.
- Número de  vértebras: 40.[1]

## Hábitat
Es un pez de agua dulce y de clima tropical.

## Distribución geográfica
Se encuentran en Asia: Tailandia y Laos.